# Luca Peroni
Luca Peroni (in realtà Luca Peverone) (Varese, 17 aprile 1745 – Milano, 21 dicembre 1832) è stato un archivista italiano, fondatore del metodo archivistico che da lui ha preso nome.

## Biografia

### La carriera archivistica
Luca Peroni, nato a Varese da Carlo e Anna Peroni, fu allievo di Ilario Corte, considerato il primo dei direttori di quello che diverrà l'Archivio di Stato di Milano. Dal 1780 al 1786 fu uno degli organizzatori per il trasporto del materiale documentario governativo conservato presso il Castello Sforzesco nell'ex Collegio dei Gesuiti situato nella chiesa di San Fedele. Nominato direttore generale degli archivi lombardi tra il 1796 e il 1799 durante il periodo della Repubblica Cisalpina, fu sostituito da Bartolomeo Sambrunico e non verrà poi riconfermato, col ritorno dei francesi a Milano, nell'antico incarico, ricoprendo invece l'incarico di «riordinatore dell'Archivio Civico e Dipartimentale in Broletto».
Soltanto dopo la morte di Bartolomeo Sambrunico, nel 1818, il Peroni verrà nominato ufficialmente direttore degli archivi lombardi il 19 ottobre 1820 da parte del re del Lombardo-Veneto Francesco I. Fedele amministratore del governo austriaco, il Peroni fu apprezzato per la sua solerzia e per la sua cultura, esercitando «con autorità assoluta» il suo incarico fino alla morte, avvenuta nel 1832.

### La famiglia
Dagli studi di Marco Lanzini, Luca Peroni risultava, nel 1800, maritato a Filippina Casiraghi e padre di cinque figli, tra i quali si ricorda Carlo (1793- post 1864), che seguirà le orme paterne come funzionario degli archivi sotto il mandato del padre e quello di Giuseppe Viglezzi quale direttore del regio archivio delle finanze. Fu poi attivo anche sotto il mandato di Luigi Osio quale segretario di prima classe.

## Il metodo "peroniano"

### Storia
Luca Peroni adottò e perfezionò dal suo maestro Ilario Corte, durante la sua attività di archivista e di direttore degli archivi lombardi, un metodo archivistico basato sul razionalismo illuminista di carattere enciclopedico, volto a creare nuovi fondi costituiti da documenti conservati in altri, "scorporando" quindi i fondi e gli archivi precedenti e rompendo, secondo l'archivistica contemporanea, il vincolo archivistico. Il metodo "peroniano", ideato sulla base della necessità da parte dell'autorità statale di ricercare in appositi fondi creati ex novo i documenti necessari all'azione amministrativa, vide la creazione del fondo Atti di governo e il Fondo di religione. Elogiato da Damiano Muoni, il metodo peroniano non morì con il suo ideatore. Luigi Osio (direttore degli archivi lombardi dal 1851 e poi direttore dell'Archivio di Stato di Milano dal 1861 fino al 1873), per esempio, seguì il metodo peroniano nella creazione del Fondo Cimeli. Adottato ancora in parte da Cesare Cantù, successore dell'Osio, il metodo peroniano entrerà definitivamente in crisi con il rinnovamento della scienza archivistica patrocinata, in Italia, dai direttori dell'Archivio di Stato di Milano Luigi Fumi (1907-1920) e Giovanni Vittani (1920-1938).

### Le critiche del Fumi
In un articolo comparso sull'Archivio Storico Italiano del 1909, Fumi prese una durissima posizione contro il metodo peroniano che traeva il proprio spunto dall'insegnamento del maestro Ilario Corte. Così scrive Fumi:
(Fumi, p. 202)
Riguardo l'operato del Peroni, definito dal Fumi come «esageratore del sistema del Corte», il direttore dell'Archivio di Stato di Milano non esita a parlare di «periodo...il più sciagurato», in quanto non solo furono scartati documenti ritenuti non importanti secondo i criteri peroniani, ma anche perché «le carte, che si trovavano ravvicinate per effetto della loro genesi, una volta separate, per entrare in classiche artificiali, vennero a perdere il nesso coi loro correlativi per i quali si completano», anticipando così il valore del vincolo archivistico nell'identità degli archivi.

## Opere
- Luca Peroni, Indice delle leggi, degli editti, avvisi ed ordini etc., pubblicati nello Stato di Milano dai diversi governi intermedi, dal 1765 al 1821., Milano, Stamperia Rivolta, 1823, SBN UBOE124981.